# Mark McClelland
Mark Peter McClelland (Belfast, 30 de Março de 1976) é um músico norte-irlandes. Em 1994, durante seu primeiro ano na Universidade de Dundee, ele fundou a banda Snow Patrol com Gary Lightbody, tocando baixo, guitarra e teclado. Dois álbuns ele participou pela Jeepster Records, Songs for Polarbears (uma referência para a banda anterior) e When It's All Over We Still Have to Clear Up.
McClelland foi expulso da banda em 2005 depois do sucesso de seu álbum Final Straw, alegando muitas diferenças. Entrevistado pela The Daily Record no momento, McClelland declarou ele despedido porque Gary "procurava mais controle e menos interferência", adicionando que Snow Patrol efetivamente seria um projeto solo. A NME mais tarde relatou que a disputa de créditos sobre as músicas de Final Straw, com McClelland sentindo sua contribuição não sendo reconhecida.
McClelland ainda escreveu e tocou no The Reindeer Section, com bem nas apresentações do álbum de Iain Archer chamado Flood The Tanks e o álbum de Cut La Roc. Ele recebeu um prêmio por fazer parte da composição de Final Straw.
Ele continua a escrever e produzir música e é atualmente o integrante fundador do Little Doses, com a vocalista Kirsten Ross e baterista Michael Branagh do Degrassi.
Em 10 de Setembro de 2007 o site da BBC news reportou que McClelland tinha problema com a composição e que a banda ganhava 25% desde que ele saiu em Março de 2005.